# Марко Ді Белло
Марко Ді Белло (італ. Marco Di Bello, 12 липня 1981, Бриндізі) — італійський футбольний арбітр. Арбітр ФІФА з 2018 року

## Суддівська кар'єра
У 2011 році Ді Белло розпочав судити матчі Серії B, а вже наступного року був підвищений до Серії А. Він відсудив свій перший матч у Серії А 12 квітня 2012 року у грі між «Болоньєю» та «Кальярі».
У 2018 році його внесли до списку арбітрів ФІФА. Перший міжнародний матч він відсудив 19 липня 2018 року, це була зустріч ізраїльського «Бейтару» (Єрусалим) та грузинської «Чихури» у першому кваліфікаційному раунді Ліги Європи УЄФА 2018/19. За рік, 11 червня 2019 року, дебютував і у роботі з національними збірними, відпрацювавши гру між Росією та Кіпром у кваліфікації до Євро-2020. 9 червня 2019 року він працював помічником відеоасистента арбітра у матчі за третє місце фінального етапу Ліги націй УЄФА 2019 між Швейцарією та Англією. Пізніше того ж року він був призначений відеоасистентом арбітра на юнацький чемпіонат світу у Бразилії.
21 квітня 2021 року Ді Белло був обраний відеоасистентом арбітра на Євро-2020, який відбувся по всій Європі в червні та липні 2021 року.

## Особисте життя
Ді Белло народився в Бриндізі і працює в кредитній установі. Він одружений, має двох дітей.
У нього була сестра на ім'я Сара, яка померла 22 липня 2020 року у віці 31 року.